# 羊徽瑜
羊 徽瑜（よう きゆ、214年 - 278年）は、司馬師の妻。諡は献。本貫は泰山郡南城県。父は上党太守の羊衜、母は蔡氏（蔡邕の娘）。同母弟は羊祜。恵帝の皇后、のち前趙の皇帝劉曜の皇后となる羊献容と同族である。

## 生涯
『晋書』の伝はごく短く、それによれば、聡明で才知に富んだ女性であったという。司馬師の3度目の夫人となるが、子はなかった。甥の司馬炎が即位すると、弘訓宮に住まい弘訓太后と号した。咸寧4年（278年）、65歳で崩御。景献皇后と諡され、司馬師の峻平陵に合葬された。
司馬師の最初の夫人である夏侯徽は教養と見識を備えた女性であり、司馬師も彼女を相談役として信頼したが、司馬氏が曹氏を圧迫するようになると宗室出身の夏侯徽は疎まれ毒殺された。そうした経緯から、晋の成立後に司馬氏とその関係者の故人に対し追号があった後も、前妻の夏侯徽は対象から外された。しかし、羊徽瑜はこのことを憂え、司馬炎を説得して皇后位が夏侯徽に追贈されるように取り計らった。